# We Are Still Here – Haus des Grauens
We Are Still Here – Haus des Grauens (Originaltitel: We Are Still Here) ist ein US-amerikanischer Horrorfilm aus dem Jahr 2015. Er wurde unter der Regie von Ted Geoghegan abgedreht, der auch das Drehbuch verfasste. In den Hauptrollen sind Andrew Sensenig und Barbara Crampton zu sehen.

## Handlung
1979, Neuengland: Nachdem ihr Sohn Bobby bei einem Verkehrsunfall ums Leben gekommen ist, beschließen Anne und Paul Sacchetti, ein neues Leben auf dem Land zu beginnen, durch das sie sich eine gewisse Distanz zu den vorangegangenen Ereignissen erhoffen. Besonders Paul sieht in diesem „Neustart“ eine Chance für seine Frau Anne, die in eine tiefe Depression verfallen ist. Als ihr neues Zuhause soll ein gemütlich anmutendes Landhaus herhalten, doch schon kurz nach Eintreffen der Sacchettis hat Anne das Gefühl einer fremden Präsenz und glaubt, Bobby zu spüren. Nur wenig später rät eine Nachbarin namens Cat ihnen eindringlich, das Haus zu verlassen. Das Gebäude sei im 19. Jahrhundert durch die Familie der Dagmars erbaut worden, welche dort ein Bestattungsunternehmen betrieben. Als jedoch offengelegt wurde, dass die Dagmars die zur Beerdigung bestimmten Verstorbenen verkauften und leere Särge begruben, wurden sie Berichten zufolge aus der Stadt gejagt.
Vom Gesagten unbeirrt, lädt Anne ihre Freunde May und Jacob Lewis ein, zwei Spiritualisten, die dabei helfen sollen, die mutmaßlich übernatürlichen Vorkommnisse, die Anne zunehmend widerfahren, aufzuklären. Beide Paare machen sich jedoch zunächst in ein nahe gelegenes Restaurant auf; bald darauf treffen beim Haus Harry, der Sohn der Lewis’, und dessen Freundin Daniella ein. Nur wenig später, nach Betreten des Gebäudes und auf dem Weg in den Keller, wird Harry vor den Augen Daniellas von einer Erscheinung getötet. Daniella flieht entsetzt, kommt aber schließlich ebenfalls ums Leben. Als sich die in der Stadt befindlichen Sacchettis und Lewis nach dem Essen auf den Nachhauseweg machen und das Etablissement gerade verlassen haben, betritt es Dave McCabe, Ehegatte von Cat, die die Sacchettis auf das Haus und deren frühere Bewohner angesprochen hatte, tötet eine Kellnerin und führt ein aggressives Gespräch mit dem Barkeeper, in dem er darauf verweist, dass ein alle 30 Jahre anfallendes Ritual ansteht, in dem einer bösen, unter dem Dagmar-Haus weilenden Macht ein Opfer gebracht werden muss. Ansonsten drohe der Stadt die Vernichtung.
Wieder im Haus, kann Jacob Paul davon überzeugen, eine Séance mit ihm abzuhalten. Sie endet, als der Geist Lassander Dagmars, ehemaliger Herr des Hauses, Besitz von Jacob ergreift und Paul nun berichtet, dass er und seine Familie das Dorf damals nie verlassen hätten, sondern von dessen Bewohnern ermordet wurden. Übermannt von Wut, treibt Lassanders Geist Jacob in den Selbstmord. Seine Frau May versucht zu flüchten, wird aber vor dem Haus von Dave McCabe umgebracht, der die Stätte mit zahlreichen Gleichgesinnten aufgesucht hat, um dem sich jährenden Opferritus nachzukommen. Die Sacchettis empfangen derweil die Stimme ihres Sohnes Bobby, der sie auffordert, sich in Sicherheit zu bringen. Anne und Paul eilen ins Obergeschoss, während die aufgebrachte Menge ins Haus eindringt, um Paul und Anne von der Flucht abzuhalten. Im Haus sehen sie sich den Geistern der Lassander-Familie gegenüber, die jeden töten, bis nur noch Dave übrig ist. Dieser versucht nun ein letztes Mal, die Sacchettis zu töten, ehe er von Lassanders Geist niedergestreckt wird, der nach Daves Tod zusammen mit den übrigen Geistern seiner Familienmitglieder aus dem Hause weicht. Benommen und immer noch in der Annahme, ihr Sohn Bobby sei zugegen, begibt sich Anne, gefolgt von Paul, in den Keller. Zuletzt ist Paul zu sehen, der auf der Kellertreppe steht und mit leichtem Lächeln sagt: „Hey, Bobby.“

## Produktion
We Are Still Here – Haus des Grauens wurde unter der Regie des US-Amerikaners Ted Geoghegan, der auch das Drehbuch verfasste, an verschiedenen Orten im US-Bundesstaat New York gedreht. Als Kameramann agierte dabei der Kanadier Karim Hussain, seinerseits ausgezeichneter Regisseur. Leitender Produzent war Travis Stevens, welcher schon zuvor an verschiedenen Independent-Filmen mitgewirkt hatte. Der Hauptstab bestand aus Barbara Crampton in der Rolle der Anne Sacchetti, Andrew Sensenig als ihr Ehemann Paul sowie Larry Fessenden und Lisa Marie als spiritualistische Freunde der Sacchettis.

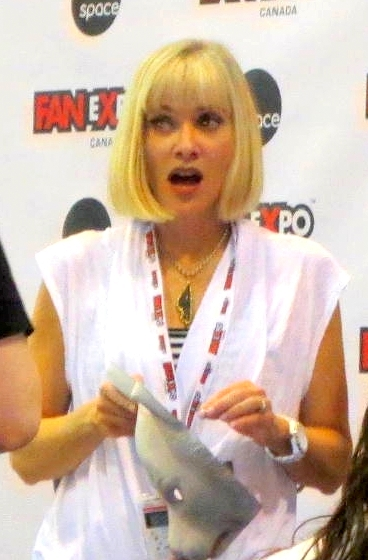
Barbara Crampton (2013)
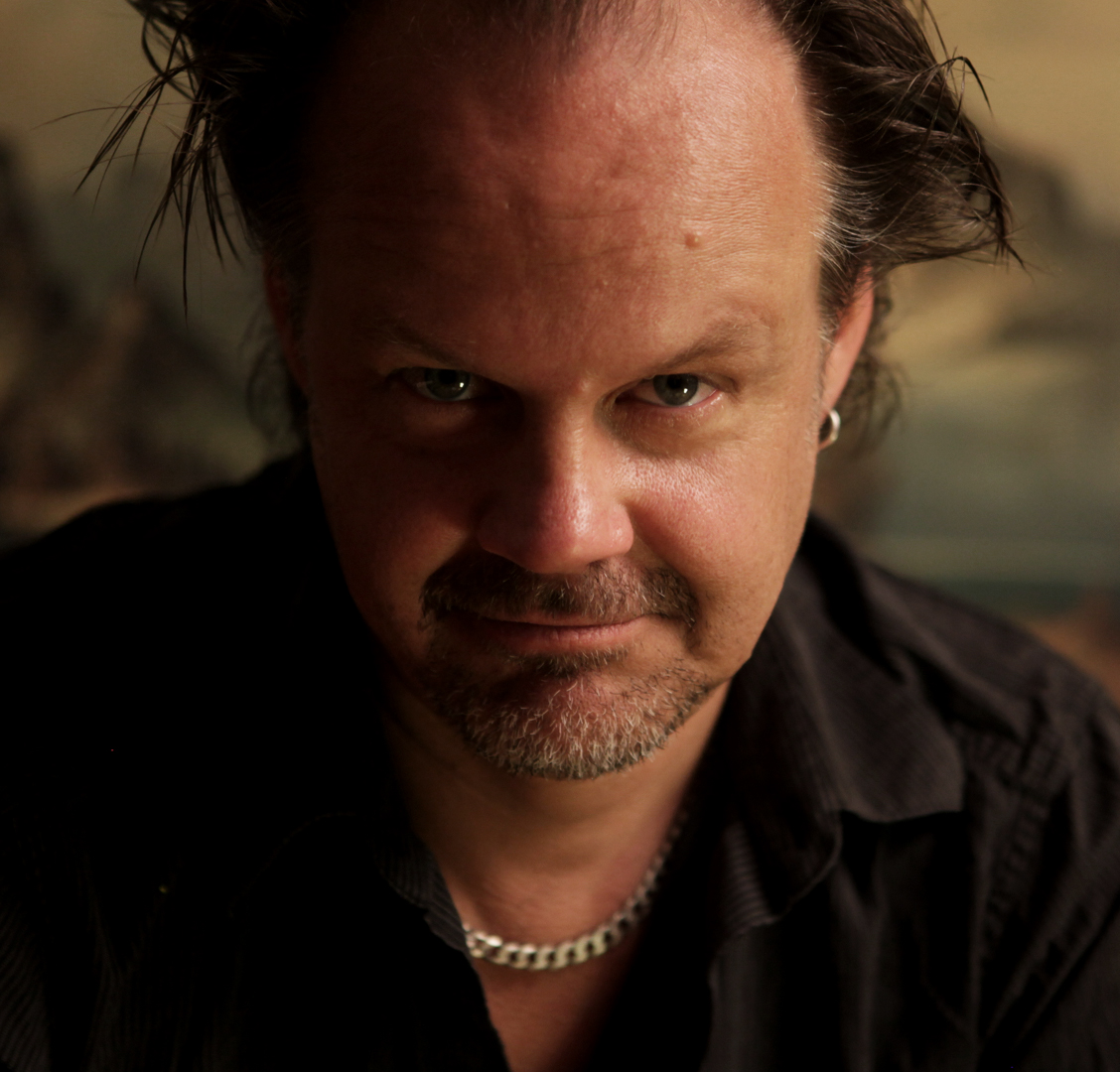
Larry Fessenden (2010)
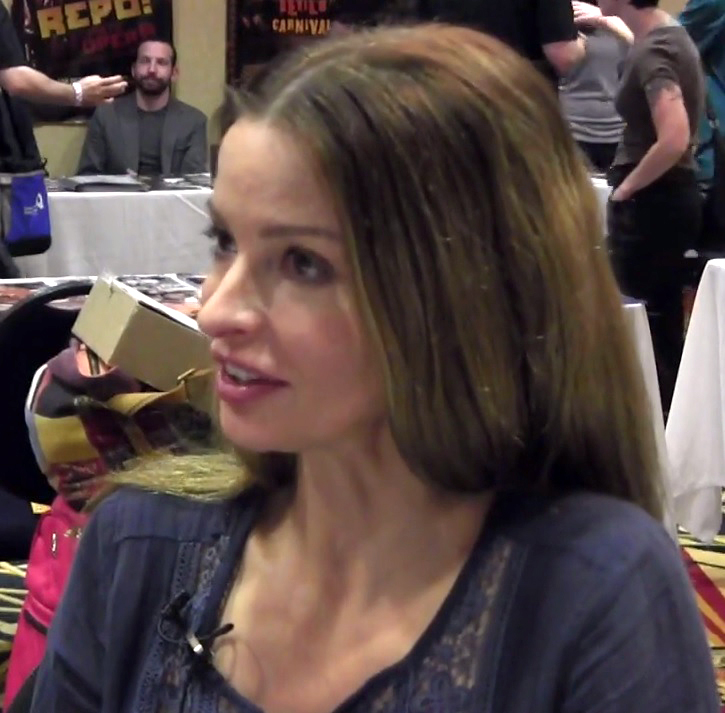
Lisa Marie (2012)

### Soundtrack
Die Filmmusik zu We Are Still Here – Haus des Grauens, die dem Genre „Ambient“ zuzurechnen ist, wurde vom polnischen Filmkomponisten Wojciech Golczewski in Zusammenarbeit mit dem auf Horrorfilm-Musik spezialisierten Produktionsstudio „Screamworks Records“ produziert und am 7. Juli 2015 separat unter dem Namen We Are Still Here (Original Motion Picture Soundtrack) veröffentlicht. Das Album umfasst 10 Lieder und hat eine Gesamtlänge von 34:31 Minuten.
| Soundtrack     | Soundtrack  |
| Titel          | Länge (min) |
| -------------- | ----------- |
| The House      | 4:45        |
| Harry          | 2:03        |
| The Dagmars    | 3:07        |
| Bobby          | 2:12        |
| Cellar         | 2:58        |
| It’s Not Bobby | 5:39        |
| The Séance     | 3:05        |
| Dagmar’s Story | 2:28        |
| The Attack     | 3:46        |
| Accept It      | 4:28        |

Komponist Golczewski bemerkte zur Musik des Films, dass es das Konzept gewesen sei, einen „schaurig-organischen“ Sound zu schaffen, der sich nicht an Stücken aus „traditionellen“ Horrorfilmen orientiere. Überdies habe man so versucht, das Haus, den Schauplatz der Filmhandlung, als „eine Art Lebewesen“ darzustellen.

### Synchronisation
Die deutsche Synchronbearbeitung entstand bei der TV+Synchron Berlin GmbH. Yvonne Prieditis zeichnete für das Dialogbuch und Frank Muth für die Dialogregie verantwortlich.
| Rolle          | Darsteller        | Synchronsprecher |
| -------------- | ----------------- | ---------------- |
| Paul Sacchetti | Andrew Sensenig   | Tim Moeseritz    |
| Jacob Lewis    | Larry Fessenden   | Sven Brieger     |
| May Lewis      | Lisa Marie        | Nora Kunzendorf  |
| Harry Lewis    | Michael Nicholson | Julian Mau       |
| Daniella       | Kelsea Dakota     | Maria Hönig      |
| Maddie         | Susan Gibney      | Mareile Moeller  |

## Veröffentlichung
We Are Still Here – Haus des Grauens feierte seine Uraufführung am 15. März 2015 auf dem South by Southwest (SXSW) im texanischen Austin. Ab dem 5. Juni 2015 war der Film daraufhin in ausgewählten Kinos in den Vereinigten Staaten zu sehen, ehe er am 6. Oktober 2015 als DVD- und Blu-ray-Ausführung erschien. Die weltweite Veröffentlichung setzte sich in den Folgemonaten fort, so etwa in Kanada, Australien, dem gesamten mittel- und westeuropäischen Raum, Russland, Teilen Asiens sowie begrenzt in Südamerika.
In Deutschland feierte der Film im September 2015 beim HARD:LINE Film Festival in Regensburg seine Premiere. Seit dem 4. Januar 2016 ist We Are Still Here – Haus des Grauens auf DVD und Blu-Ray erhältlich.

## Rezeption
| Übersicht zu Bewertungen | Übersicht zu Bewertungen |
| Quelle                   | Bewertung |
| ------------------------ | --- |
| rogerebert.com           | Sternsymbol · Sternsymbol · Sternsymbol · Sternsymbol                                                                                     |
| The Guardian             | Sternsymbol · Sternsymbol · Sternsymbol · Sternsymbol · Sternsymbol                                                                       |
| gamona.de                | Sternsymbol · Sternsymbol · Sternsymbol · Sternsymbol · Sternsymbol · Sternsymbol · Sternsymbol · Sternsymbol · Sternsymbol · Sternsymbol |
| film-rezensionen.de      | Sternsymbol · Sternsymbol · Sternsymbol · Sternsymbol · Sternsymbol · Sternsymbol · Sternsymbol · Sternsymbol · Sternsymbol · Sternsymbol |
| TV Spielfilm             | „Daumen zur Seite“ |

We Are Still Here – Haus des Grauens wurde vor allem durchschnittlich, zum Teil aber auch positiv bewertet. Die Kritiker der deutschen Programmzeitschrift TV Spielfilm äußern: „Was als abgestandene Spukgeschichte beginnt, mündet in ein saftig überzogenes Blutbad. Für eingefleischte Genrefans geht das als Hommage ans Horrorkino der 70er und 80er durch, alle anderen wenden sich angewidert ab.“ Sie resümieren: „Wenig subtiler Grusel-Splatter-Cocktail.“

„Gerade in der Anfangsviertelstunde beweist Regienovize Geoghegan großes inszenatorisches Gespür. Ohne viele Worte und mit häufig unbewegten Einstellungen erzeugt der Film eine Atmosphäre der Entfremdung und Beklemmung. […] Ausgewaschene Farben und ein sorgsam ausgesuchtes Szenenbild katapultieren den Zuschauer zurück in das Horrorkino der späten 1970er und frühen 1980er Jahre, dem Geoghegan hier offenkundig huldigt. […] Zunächst wiegt We Are Still Here den Zuschauer … in Sicherheit, setzt hier und da auf kleine Schockmomente, die manchmal sogar wirkungslos verpuffen. Altbekannte Klischees … werden ohne Umschweife aufgerufen und unterstreichen, dass der Regisseur keineswegs an einer originellen Geschichte interessiert ist. […] Spätestens mit einer Séance, die schrecklich aus dem Ruder läuft, nimmt das Geschehen ungeheuerliche Züge an, während die Inszenierung mit einem Mal deutlich hektischer gerät. Verwackelte Bilder und lustvolles Overacting vermitteln … ungebremst hervorbrechende Panik. [Zuletzt] verwandelt sich der recht kurz gehaltene Film in ein rücksichtsloses Schlachtfest, dessen mittelprächtige Effekte auf ein überschaubares Budget verweisen.“

„Regisseur Ted Geoghegan ließ sich bei seinem Langfilmdebüt von ‚Das Haus an der Friedhofsmauer‘ von 1981 inspirieren und steht auch ganz offen dazu; […] er beweist …, dass er seine vornehmlich in den 70er- und 80er-Jahren angesiedelten filmischen Vorbilder genau studiert hat und die damit erworbene Genre-Erfahrung gekonnt in ein trotz aller Referenzen eigenständiges klassisches Horrorszenario umsetzen kann. […] Der Film hebt sich obendrein über gewöhnliches Spukhaus-Einerlei hinweg … Erwähnenswert ist zudem, dass ‚We Are Still Here‘ … auch derbe Splattereffekte bietet, die sich bis zum exzessiven Finale kontinuierlich steigern. […] ‚We Are Still Here‘ [geht] als echtes Haunted-House-Highlight ins Ziel.“

„‚We Are Still Here‘ ist eine Liebeserklärung an den Horrorfilm der 1970er Jahre, eine Hommage an Lucio Fulci und zugleich ein Werk, das versucht, außerhalb üblicher Genre-Muster zu funktionieren. So ist die Geschichte ein wenig weiter aufgefächert als bei dieser Art Film üblich – oder zu erwarten. Ted Geoghegan fächert weiter auf und setzt dabei nicht nur auf atmosphärischen Grusel, sondern durchaus auch auf blutiges Handwerk. […] ‚We Are Still Here‘ ist erfrischend in einer Zeit, in der Horror allzu oft nach selben Mustern abläuft, aus Remakes besteht oder nur Altbekanntes widerkäut. Man merkt diesem Film an, dass er ein Projekt aus Passion ist, die nicht nur vom Autor und Regisseur ausgeht, sondern Cast und Crew erfasst hat.“

Das Magazin Rolling Stone führt den Film auf Platz sieben der zehn besten Horrorfilme des Jahres 2015.